# 马来西亚国立大学
马来西亚国立大学（缩写：UKM；简称：国大）是位于马来西亚雪兰莪州万宜新镇的一所公立综合大学，为该国五所国立研究型大学之一。国大在吉隆坡设有分校、在蕉赖设有一所教学医院—马来西亚国立大学医学中心（UKMMC），并在全国各地设有研究所。
马来西亚国立大学是马来西亚和东南亚最负盛名的大学之一。2023年QS世界大学排名中，马来西亚国立大学位居世界第129名、亚洲排名第30名、马来西亚国内本地大学排名第3名（仅次于马来亚大学和博特拉大学）。此外，马来西亚国立大学也被QS评估为「5星大学」（5-Star University）。

## 建校历史
马来西亚国立大学正式成立于1970年5月18日。其临时校区位于吉隆坡班底谷（Lembah Pantai），当时有3个学院，192名学生。1977年10月，搬迁至现址万宜新镇（Bandar Baru Bangi），其为占地1096公顷的校园。至2007年，马来西亚国立大学已扩大至具有12个学院，4个研究所和9个学术中心。

## 学术机构

### 学院
万宜新镇总校：
- 经济与管理学院
- 教育学院
- 工程与环境建筑学院
- 科学与技术学院（成立于1970年，最初为科学院）
- 信息科学与资讯科技学院
- 法学院
- 伊斯兰教研究学院（成立于1970年）
- 人文与社会科学学院（成立于1970年，最初为文学院）
- 工商管理研究生学院

吉隆坡分校：
- 医学院
- 牙科学院
- 药剂学院
- 综合健康科学院

### 科研中心
- 学术促进中心（Centre for Academic Advancement）
- 企业传讯中心（Centre for Corporate Communications）
- 企业策划及传讯中心（Centre for Corporate Planning & Communications）
- 通识教育中心（Centre for General Studies）
- 研究生管理中心（Centre for Graduate Management）
- 信息技术中心（Centre for Information Technology）
- 出版与印刷中心（Centre for Publication and Printing）
- 研究与创新管理中心（Centre for Research and Innovation Management）
- 学生促进中心（Centre for Students Advancement）
- PERMATApintar国家资优中心（PERMATApintar National Gifted Centre）
- 马来西亚国民大学伊斯兰中心（UKM Islamic Centre）
- 马来西亚医疗中心（UKM Medical Centre）

### 研究所
研究生的课程由研究生管理中心管理，该中心成立于1983年，基于兼职和全职提供课程和研究两套方案。
- 燃料电池研究所（Fuel Cell Institute）
- 环境与发展研究所（Inst. for Environment & Development (LESTARI)）
- 马来西亚与国际研究所（Inst. for Malaysian & International Studies (IKMAS)）
- 民族学研究所（Institute of Ethnic Studies (KITA)）
- 微工程学与纳米电子学研究所（Inst. of Microengineering & Nanoelectronics (IMEN)）
- 西方国家研究所（Inst. of Occidental Studies (IKON)）
- 空间科学研究所（Inst. of Space Science (ANGKASA)）
- 系统生物学研究所（Inst. of Systems Biology (INBIOSIS)）
- 马来亚世界与文明研究所（Inst. of the Malay World & Civilization (ATMA)）
- 西亚研究所（Inst. of West Asian Studies (IKRAB)）
- 伊斯兰文明社会研究所（Inst. of Islam Hadhari (HADHARI)）
- 医学分子生物学研究所（Medical Molecular Biology Institute (UMBI)）
- 太阳能研究所（Solar Energy Research Institute (SERI)）
- 东南亚防灾研究所（South East Asia Disaster Prevention Research Institute (SEADPRI-UKM)）

## 住宿学院
马来西亚国立大学采用基于剑桥大学和牛津大学的合议制。其由13个住宿学院组成，分别：
- 1. Kolej Dato Onn (A)（拿督翁学院）
- 2. Kolej Aminuddin Baki (B)
- 3. Kolej Ungku Omar (C)
- 4. Kolej Burhanuddin Helmi (D)
- 5. Kolej Ibrahim Yaakob (E)
- 6. Kolej Rahim Kajai (F)
- 7. Kolej Ibu Zain (G)
- 8. Kolej Keris Mas (H)
- 9. Kolej Pendeta Za'ba (L)
- 10. Kolej Tun Syed Nasir (W)
- 11. Kolej Tun Hussein Onn (Z)
- 12. Kolej Tun Dr. Ismail（敦依斯迈学院）
- 13. Kolej Idris al-Marbawi

其中，Tun Syed Nasir和敦依斯迈分别位于吉隆坡及蕉赖分校，而Idris al-Marbawi位于万宜新镇校区外。

### 宿舍华团
- 1. 玄华(A)
- 2. 民华(B)
- 3. 馨华(C)
- 4. 汉华(D)
- 5. 鹰华(E)
- 6. 佳华(F)
- 7. 母华(G)
- 8. 剑华(H)
- 9. 毅华(L)
- 10. 敦华(W) (吉隆坡分校)
- 11. 敦华(Z)（万宜新镇总校）

## 校园团体
以下为一些较多大学华裔生参与的团体/活动
- 中秋文娱晚会（PTUKM） （页面存档备份，存于）
- 华裔学生理事会（UKM-CCC） （页面存档备份，存于）
- 新春联欢盛会（PAPUKM） （页面存档备份，存于）
- 新调子音乐工作坊(New Tune Workshop) （页面存档备份，存于）
- 民族乐团(OTUKM)  （页面存档备份，存于）
- 辩论谷 （页面存档备份，存于）
- 国大佛学联谊会BFUKM
- 红新月会（BSMM）
- AIESEC UKM
- 国大升之家（全升）
- 国大福利与社会小组（国大福社）

## 校友
- 安华·依布拉欣，马来西亚政治人物，曾任马来西亚第七任副首相（1993-1998）兼财政部长；现任马来西亚首相（第十任）兼财政部长。
- 诺希山，马来西亚外科医生，曾任马来西亚卫生部卫生总监[9]。
- 端依布拉欣·端曼，马来西亚政治人物，曾任环境及水务部长[10]。
- 周忠信，馬來西亞政治人物，也擔任柔佛州议会明吉摩州议员。
- 陆兆福，马来西亚政治人物、民主行动党国会领袖和森美兰州主席，前任马来西亚（2018-2020）交通部长；现任马来西亚（2022 - 至今）交通部长。
- 廖中莱，马来西亚政治人物、第10任馬來西亞華人公會总会长，曾任彭亨文冬国会议员、马来西亚卫生部长等職。
- 张盛闻，马来西亚政治人物、巴生港务局主任，曾任马来西亚上议员、马来西亚教育部第二副部长、馬來西亞華人公會青年团总团长等職。
- 黄汉伟，马来西亚政治人物、槟城升旗山国会议员，也是前槟城州立法议会亚依淡议员兼行政议员，行动党籍。
- 莫哈末哈达，馬來西亞政治人物、國家誠信黨前马来西亚企业发展部副部长，现為霹雳州红土坎国会议员及诚信党国会领袖。
- 莫哈末拉昔，馬來西亞政治人物、现任马来西亚国会下议院副议长和峇株巴辖国会议员，曾任槟城州第一副首席部长和行政议员。
- 茜蒂玛丽亚，馬來西亞政治人物，國家誠信黨雪兰莪州议会斯里沙登州议员。
- 阿末马斯兰，馬來西亞政治人物，國民陣線柔佛笨珍国会议员[11]。
- 拉查理依布拉欣，馬來西亞政治人物，前柔佛麻坡国会议员，曾担任首相署副部长和青年与体育部第一副部长。
- 耶谷沙巴里，马来西亚政治人物，人民公正党上议员。
- M.古拉，马来西亚政治人物和律师，民主行动党全国副主席，霹雳州怡保西区国会议员和希望联盟印裔代表副主席。
- 阿末山苏里·莫达，马来西亚政治人物，伊斯兰党甘马挽国会议员和鲁仁当州议员，现任登嘉楼州务大臣。

## 扩展阅读
- 官方大学网站 （页面存档备份，存于）
- 官方新闻网站 （页面存档备份，存于）

2°55′11″N 101°46′53″E / 2.91972°N 101.78139°E